# Congestió mamària
La congestió mamària es produeix a les glàndules mamàries a causa de l'expansió i la pressió exercida per la síntesi i l'emmagatzematge de la llet materna. També és un factor principal en l'alteració de la capacitat d'enganxar-se del nadó.
La congestió canvia la forma i la curvatura de la regió del mugró fent que el pit sigui inflexible, pla, dur i inflat, dificultant que el lactant amb la boca s'agafi al mugró i succioni la llet. Els mugrons d'un pit congestionat són plans o invertits. De vegades pot provocar estries als mugrons, principalment un símptoma anterior de la mastitis per septació.
La congestió sol passar quan els pits canvien de calostre a llet madura (sovint es coneix com «quan la llet entra»). Tanmateix, la congestió també pot ocórrer més tard si les dones lactants perden diverses lactàncies i no s'extreu prou llet dels pits. Es pot agreujar per una lactància materna insuficient i/o els conductes galactòfors bloquejats. Quan s'engorgen, els pits poden inflar-se, bategar i causar dolor lleu a extrem.
La congestió pot provocar mastitis (inflamació de la mama) i la congestió no tractada fa pressió sobre els conductes galactòfors, provocant sovint un conducte obstruït. La dona sovint sentirà un nus en una part del pit i la pell d'aquesta zona pot estar vermella i/o calenta. Si no es controla, el conducte obstruït pot convertir-se en una infecció de mama, moment en què pot tenir febre o símptomes semblants a la grip.

## Símptomes
Els símptomes inclouen que els pits estan inflats i edematosos, i la pell apareix brillant i vermellosa. En general, tots dos pits estan afectats, i són dolorosos. La dona pot tenir febre que sol disminuir en 24 hores. Els mugrons poden estirar-se i aplanar-se, cosa que dificulta que el nadó s'enganxi i tregui la llet. La llet no flueix bé.
La febre pot ocórrer en un 15% dels casos, però normalment és inferior a 39 °C i dura menys d'un dia.

## Causes
No treure la llet materna, sobretot els primers dies després del part quan la llet entra i omple el pit, i al mateix temps augmenta el flux sanguini als pits, provocant congestió. Els motius habituals pels quals no s'extreu adequadament la llet són el retard en l'inici de la lactància materna, les alimentacions poc freqüents, la mala adherència, la succió ineficaç, un canvi sobtat en la rutina de la lactància materna, l'aturada sobtada de la lactància materna o si el nadó comença a alletar de sobte menys del que és habitual.

## Tractament
La mare ha de treure la llet materna, i la lactància materna regular pot i s'ha de continuar. Si el nadó pot enganxar-se bé i mamar, hauria de donar el pit amb tanta freqüència com el nadó vulgui. Si el nadó no és capaç d'enganxar-se i succionar de manera eficaç, hauria d'extreure la seva llet amb la mà o amb un tirallet unes quantes vegades fins que els pits estiguin més suaus, perquè el nadó s'enganxi millor, i després fer-los donar el pit amb freqüència.
Pot aplicar compreses tèbies al pit o prendre una dutxa tèbia abans de l'extracció de la llet, la qual cosa ajuda a que la llet flueixi. Pot utilitzar compreses fredes a la regió axil·lar després de l'alimentació o l'extracció, sobretot si el dolor és intens, la qual cosa ajuda a reduir l'edema. Durant la lactància materna, aprendre a relaxar-se, gaudir de molta tranquil·litat, trobar una posició còmoda alhora que es redueix qualsevol distracció de l'acte que s'està realitzant, és molt útil pel que fa a la prevenció de la congestion mamària. Fins i tot un suau massatge dels pits realitzat amb moviments concèntrics en direcció al mugró, pot facilitar la sortida de llet.
L'ús d'un sostenidor de lactància que s'ajusti bé amb tirants amples i amb copes obertes que puguin subjectar còmodament tot el pit pot ajudar a alleujar les molèsties i altres símptomes.
La congestió es produeix amb menys freqüència als hospitals aptes per als nadons que practiquen els Deu Passos i que ajuden les mares a començar a alletar poc després del part.
El tractament per a la congestió mamària es pot dividir en mètodes no mèdics i mèdics. Els mètodes no mèdics inclouen paquets calents/freds, Gua-Sha (teràpia de raspat), acupuntura, i beure infusions d'herbes especialitzades, mentre que els mètodes mèdics són enzims proteolítics com la serrapeptasa, la proteasa i l'oxitocina subcutània. De la mateixa manera, per resoldre el trastorn hi ha una tendència a deixar d'utilitzar bromocriptina a una dosi de 2,5 mg per via oral, dues vegades al dia, per inhibir la producció de llet, en particular a causa de l'elevada taxa d'efectes secundaris registrada.
Els estudis han descobert que algunes opcions de tractament utilitzades en el passat (embenats de compressió, fulles de col, i la restricció de la ingesta de líquids) no proporcionen «cap benefici general» en la congestió mamària, i actualment han caigut en desús.
Si els símptomes no milloren en pocs dies, malgrat les mesures de suport, la pacient ha de buscar atenció mèdica.